# Горофины

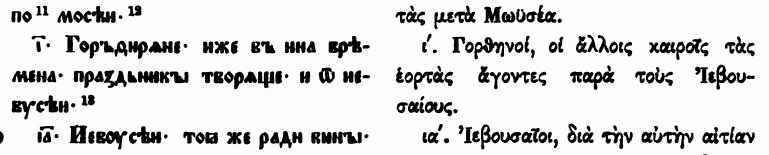
Горъфиряне в книге Бенешевич В. Н. Древнеславянская кормчая XIV титулов без толкования. СПб, 1907.Т. 1.

Горофи́ны или гороте́ны (др.-греч. Γοροθηνοί, Γορθηνοί; лат. Gortheni, Sorotheni; ст.‑слав. Горъθирѧнє) — в самарянстве, религиозном учении ассирийских выходцев, колонистов Самарии, её позднейших жителей (с эпохи второго храма; 516 до н. э. — 70 н. э.), одно из четырёх религиозных течений.
В перечне 80-ти христианских ересей «Панарионе» (ок. 378 года) горофины на двенадцатом месте.

## Подробнее
Причиной разделения самарян на четыре религиозные группы (севуеи (иевусеи), горофины, ессины, досфины) стал вопрос о времени празднования ветхозаветных праздников Опресноков, Пятидесятницы и праздника Кущей. Севуеи (иевусеи) ввели новый календарь, они стали праздновать Песах в полнолуние после начала месяца тишри и соответственно праздники Шавуот и Суккот стали совершать в другое время года в отличие от иудеев. Горофины и досфины календарь не изменили, эти их праздники совпадали с праздниками еврейского календаря, Песах они праздновали в полнолуние после начала месяца нисана. Ессины занимали промежуточное положение и не противились ни тем (севуеям), ни другим (горофинам и досфинам), но безразлично праздновали, с кем придется. Досфины, в отличие от горофинов, имели религиозные особенности: признавали воскресение, держались особых правил в жизни, не употребляют в пищу животных, а некоторые из них по смерти жены воздерживались от брака, другие же жили девственно.
Источников о горофинах немного, их описал Епифаний Кипрский (V век) в книге «Панарион» и более кратко его рассказ повторил Иоанн Дамаскин (VIII век) в книге «О ста ересях вкратце» и Никита Хониат (XIII век) в книге др.-греч. «Θησαυρὸς ὀρθοδοξίας» («Сокровище православия»).
Время существования горофинов определить затруднительно, Епифаний Кипрский говорит об образовании течений внутри самарян после начала конфликта между самарянами и иудеями: самаряне препятствовали иудеям посещать Иерусалим, а Ездра и Неемия не позволили самарянам вместе с иудеями строить Второй Храм (VI века до н. э.). Если считать время появления горофинов VI веком до н. э., то последнее упоминание о них у Хониата это XIII век. Хониат пишет о горофинах под именем «сорофени» (лат. Sorotheni).